# Adrian Mannarino
Adrian Mannarino (* 29. Juni 1988 in Soisy-sous-Montmorency) ist ein französischer Tennisspieler.

## Karriere

### 2004–2007: Erste Erfahrungen auf Future-Turnieren
Adrian Mannarino lernte das Tennisspielen im Alter von fünf Jahren und wurde zunächst von seinem Vater Florent Mannarino trainiert. Sein drei Jahre älterer Bruder Morgan Mannarino ist ebenfalls Tennisspieler, er konnte bislang kleinere Erfolge bei Future-Turnieren feiern.
Nachdem er im Oktober 2004 als Qualifikant bei seinem ersten Future-Turnier direkt das Viertelfinale erreicht hatte, entschied sich Adrian Mannarino 2005 für eine Karriere als Tennisprofi. Im April 2006 gewann er in Spanien seinen ersten Future-Titel. Im weiteren Jahresverlauf erreichte er noch zwei weitere Endspiele, von denen er eines gewinnen konnte. Auch im Jahr 2007 spielte er hauptsächlich Future-Turniere und konnte zwei von vier Endspielen gewinnen.

### 2008: Grand-Slam-Debüt, ATP-Halbfinale und Challenger-Titel
2008 konnte Mannarino auch auf der ATP Challenger Tour Fuß fassen. Er erreichte in den ersten Monaten bei zwei Turnieren das Halbfinale, wodurch er erstmals in die Top 200 der ATP-Weltrangliste einstieg. Nachdem er in den beiden Jahren zuvor jeweils in der Qualifikation gescheitert war, bekam Mannarino für die French Open eine Wildcard. Bei seinem Grand-Slam-Debüt war er gegen Diego Junqueira jedoch chancenlos. Auch im Doppel schied er zusammen mit Jonathan Eysseric bereits in der ersten Runde aus. In den folgenden Monaten erreichte Mannarino ein weiteres Challenger-Halbfinale, verlor jedoch die bei den Qualifikationen zu Wimbledon wie den US Open. Im September 2008 qualifizierte er sich für das ATP-Turnier in Metz und besiegte in der ersten Runde den an Position 6 gesetzten Andreas Seppi. Nach einem Sieg über Rik De Voest konnte er im Viertelfinale mit Marc Gicquel einen weiteren Top-50-Spieler aus dem Rennen werfen. Im Halbfinale verlor er in zwei äußerst knappen Sätzen gegen Paul-Henri Mathieu. Eine Woche später erreichte Mannarino in Rennes erstmals das Finale eines Challenger-Turniers, das er gegen Josselin Ouanna verlor. Für das Masters-Turnier in Paris erhielt er eine Wildcard, schied jedoch in der ersten Runde gegen Dmitri Tursunow aus. Im November 2008 gewann er in Jersey gegen Andreas Beck seinen ersten Challenger-Titel. In der Weltrangliste verbesserte er sich um fast 200 Plätze, er beendete das Jahr auf Rang 134.

### 2009: Einstieg in die Top 100 und Verletzungssorgen
Auch bei den Australian Open ging Mannarino 2009 mit einer Wildcard an den Start, gegen den späteren Halbfinalisten Fernando Verdasco war er jedoch chancenlos. Im April 2009 verlor er in Saint-Brieuc gegen Josselin Ouanna zum zweiten Mal ein Challenger-Finale. Bei den French Open bekam er wie im Vorjahr eine Wildcard, schied aber gegen Tommy Robredo erneut in der ersten Runde aus. In Wimbledon kämpfte er sich durch die Qualifikation, doch auch hier war in der ersten Hauptrunde bei Marc Gicquel Endstation. Im August 2009 erreichte Mannarino in Segovia ein weiteres Challenger-Finale, in dem er Feliciano López unterlag. Dennoch kletterte er daraufhin erstmals in die Top 100 der Weltrangliste, er erreichte im September 2009 Rang 88. In Metz schied er jedoch in der ersten Runde aus. Mannarino, der schon das ganze Jahr über mit Knieproblemen zu kämpfen hatte, zog sich im September 2009 für ein halbes Jahr komplett aus dem Turniergeschehen zurück, um sich auszukurieren.

### 2010: Comeback mit Challenger-Titeln und dem ersten Grand-Slam-Matchgewinn
Im März 2010 startete Mannarino sein Comeback, nachdem er in der Weltrangliste bis auf Rang 300 zurückgefallen war. Der erste Erfolg nach seiner Rückkehr war die Qualifikation für das ATP-Turnier von Nizza im Mai 2010, wo er jedoch gegen Olivier Rochus verlor. Bei den French Open sowie in Wimbledon scheiterte er jeweils in der dritten Qualifikationsrunde. Dagegen konnte er auf der Challenger-Tour bald Erfolge feiern. Im Mai 2010 war er in Nottingham noch im Halbfinale ausgeschieden, im Juli 2010 und August 2010 folgten dann in Recanati, Segovia und Istanbul drei Finalteilnahmen in Serie, von denen er bei letzterem gegen Michail Kukuschkin gewinnen konnte. Bei den US Open gelang ihm die Qualifikation und er konnte schließlich gegen Pere Riba in fünf Sätzen erstmals ein Grand-Slam-Match gewinnen. In der zweiten Runde war er aber wie schon im letzten Jahr chancenlos gegen Fernando Verdasco. Im September 2010 bekam Mannarino für das Turnier von Metz, wo er vor zwei Jahren seinen ersten großen Erfolg auf der ATP Tour hatte feiern können, eine Wildcard. Doch diesmal traf er bereits in der ersten Runde auf Paul-Henri Mathieu, gegen den er erneut verlor. Einen Monat später gewann Mannarino in Mons gegen Steve Darcis seinen zweiten Challenger-Titel in diesem Jahr; dabei gab er im gesamten Turnierverlauf keinen einzigen Satz ab. Ende Oktober 2010 qualifizierte er sich für das ATP-Turnier von Montpellier und besiegte dort in der ersten Runde Lukáš Lacko. Obwohl er in der zweiten Runde in einem äußerst knappen Dreisatzmatch gegen den an Position fünf gesetzten John Isner verlor, gelang ihm dadurch nach über einem Jahr der Wiedereinstieg in die Top 100. Zum Saisonabschluss konnte Mannarino in Helsinki noch ein Challenger-Halbfinale erreichen, er beendete die Saison auf seiner bis dahin besten Weltranglistenposition 83.

### 2011–2014: Etablierung auf der ATP Tour und Einstieg in die Top 50
Das Jahr 2011 begann für Mannarino mit der erfolgreichen Qualifikation für das ATP-Turnier in Brisbane, bei dem er jedoch in der ersten Hauptrunde gegen den an Position vier gesetzten Mardy Fish verlor. Eine Woche später gelang ihm in Auckland erneut die Qualifikation; dort konnte er nach Siegen über den an Position fünf gesetzten Juan Mónaco sowie Arnaud Clément das Viertelfinale erreichen. Gegen den an Position zwei gesetzten Nicolás Almagro verlor er dann in drei Sätzen. Bei den Australian Open setzte sich Mannarino 2011 in der ersten Runde glatt in drei Sätzen gegen Ryan Harrison durch, bevor er gegen Richard Gasquet in drei Sätzen ausschied. Anfang Februar 2011 konnte Mannarino in Johannesburg zum zweiten Mal in seiner Karriere ein ATP-Halbfinale erreichen. Er schied dort in drei Sätzen gegen den späteren Turniersieger Kevin Anderson aus. Nach zwei Zweitrundenniederlagen in Memphis und Delray Beach gelang ihm der nächste Erfolg Anfang Mai beim Masters-Turnier in Madrid, bei dem er als Qualifikant in der ersten Runde den Top-50-Spieler Juan Ignacio Chela besiegte. In der zweiten Runde konnte er gegen den an Position sechs gesetzten David Ferrer nach verlorenem ersten Satz den zweiten Satz mit 6:0 gewinnen, verlor dann aber wiederum den dritten Satz mit 0:6. Nachdem er bei den French Open glatt in drei Sätzen gegen den mit einer Wildcard gestarteten Guillaume Rufin ausgeschieden war, feierte Mannarino seinen nächsten Erfolg beim Rasenturnier im Londoner Queen’s Club. Dort erreichte er unter anderem durch Siege über die gesetzten Gilles Simon und Juan Martín del Potro das Viertelfinale, schied dann aber gegen James Ward aus. In Wimbledon setzte er sich in der ersten Runde in einem vierstündigen Fünfsatzmatch gegen den Qualifikanten Conor Niland durch, danach war er gegen den Weltranglistendritten Roger Federer jedoch chancenlos. Nach dem Turnier wurde er erstmals in den Top 50 der Weltrangliste geführt.
Während die Saison 2012 für Mannarino ohne größere Erfolge verlief, gelangen ihm 2013 in Nouméa und Sarajevo auf der Challenger Tour zwei Turniersiege. Die Saison 2014 verlief noch erfolgreicher, denn er sicherte sich die Challenger-Titel in Manta, Segovia, Istanbul, Knoxville und Champaign.

### Ab 2015: Neun ATP-Finalteilnahmen und Turniersieg im 7. Versuch
Zum Saisonauftakt 2015 erreichte Mannarino in Auckland sein erstes ATP-Finale. Dieses verlor er gegen Jiří Veselý mit 3:6 und 2:6. Im Juli gelang ihm in Bogotá sein nächster Finaleinzug, er hatte gegen Bernard Tomic aber mit 1:6, 6:3 und 2:6 erneut das Nachsehen. 2016 blieb Mannarino ohne Finalteilnahmen auf der World Tour, sicherte sich aber nochmals beim Challenger-Turnier in Nouméa den Titelgewinn. Zudem erreichte er mit Lucas Pouille bei den Australian Open im Doppel das Halbfinale, das sie gegen Jamie Murray und Bruno Soares in zwei Sätzen verloren. Zu Beginn des Jahres 2017 verteidigte Mannarino in Nouméa seinen Challenger-Titel und gewann wenige Wochen darauf auch das Challenger-Turnier in Quimper. Auf der World Tour erreichte er in Antalya sein drittes Endspiel, in dem ihn Yūichi Sugita in zwei Sätzen besiegte. Im Oktober gelang ihm schließlich auch beim ATP-Turnier der World-Tour-500-Kategorie in Tokio der Finaleinzug. Gegen David Goffin verlor er diese Finalpartie mit 3:6 und 5:7. In der Saison 2018 erreichte Mannarino erneut zweimal ein Finale auf der World Tour, ohne jedoch seinen ersten Titel zu gewinnen. Wie schon 2017 stand er in Antalya im Endspiel, in dem er Damir Džumhur unterlag. In Moskau traf er im Finale auf Karen Chatschanow, dem er mit 2:6 und 2:6 deutlich unterlag. Bereits im Februar gab Mannarino sein Debüt für die französische Davis-Cup-Mannschaft. In der Erstrundenbegegnung gegen die Niederlande verlor er zwar die Auftaktpartie gegen Thiemo de Bakker, sicherte der Mannschaft nach zwei Erfolgen seiner Teamkameraden im zweiten Einzel und im Doppel aber schließlich den vorzeitigen 3:1-Erfolg, als er im dritten Einzel Robin Haase in fünf Sätzen bezwang. Zum 19. März 2018 war Mannarino in der Weltrangliste mit Rang 22 auf seinem Karrierebestwert notiert. Bei seiner ersten Finalteilnahme in der Saison 2019 auf der World Tour und der siebten seiner Karriere insgesamt gelang Mannarino in ’s-Hertogenbosch der erste Titelerfolg. Er bezwang dabei im Finale Jordan Thompson mit 7:6 und 6:3. Gegen Saisonende spielte er sich schließlich noch jeweils bis in die Finals der ATP-Turniere in Zhuhai und Moskau vor. Dabei unterlag er in Zhuhai Alex de Minaur ebenso in zwei Sätzen wie in Moskau Andrei Rubljow. In der Saison 2020, die ab dem 9. März wegen der COVID-19-Pandemie unterbrochen wurde, holte er beim letzten Challenger-Turnier Anfang März in Monterrey noch den Titel.

## Erfolge
| Legende (Anzahl der Siege)  |
| Grand Slam                  |
| ATP World Tour Finals       |
| ATP World Tour Masters 1000 |
| ATP World Tour 500          |
| ATP World Tour 250 (5)      |
| ATP Challenger Tour (14)    |

| Titel nach Belag |
| Hartplatz (3)    |
| Sand (0)         |
| Rasen (2)        |

### Einzel

#### Turniersiege

##### ATP Tour
| Nr. | Datum             | Turnier          | Belag         | Finalgegner     | Ergebnis       |
| --- | ----------------- | ---------------- | ------------- | --------------- | -------------- |
| 1.  | 16. Juni 2019     | ’s-Hertogenbosch | Rasen         | Jordan Thompson | 7:67, 6:3      |
| 2.  | 27. August 2022   | Winston-Salem    | Hartplatz     | Laslo Đere      | 7:61, 6:4      |
| 3.  | 23. Juli 2023     | Newport          | Rasen         | Alex Michelsen  | 6:2, 6:4       |
| 4.  | 3. Oktober 2023   | Astana           | Hartplatz (i) | Sebastian Korda | 4:6, 6:3, 6:2  |
| 5.  | 11. November 2023 | Sofia            | Hartplatz (i) | Jack Draper     | 7:66, 2:6, 6:3 |

##### ATP Challenger Tour
| Nr. | Datum              | Turnier    | Belag         | Finalgegner      | Ergebnis        |
| --- | ------------------ | ---------- | ------------- | ---------------- | --------------- |
| 1.  | 16. November 2008  | Jersey     | Hartplatz (i) | Andreas Beck     | 7:64, 7:64      |
| 2.  | 15. August 2010    | Istanbul   | Hartplatz     | Kasachstan       | 6:4, 3:6, 6:3   |
| 3.  | 10. Oktober 2010   | Mons       | Hartplatz (i) | Steve Darcis     | 7:5, 6:2        |
| 4.  | 5. Januar 2013     | Nouméa (1) | Hartplatz     | Andrej Martin    | 6:4, 6:3        |
| 5.  | 17. März 2013      | Sarajevo   | Hartplatz (i) | Dustin Brown     | 7:63, 7:62      |
| 6.  | 5. Juli 2014       | Manta      | Hartplatz     | Guido Andreozzi  | 4:6, 6:3, 6:2   |
| 7.  | 3. August 2014     | Segovia    | Hartplatz     | Adrián Menéndez  | 6:3, 6:0        |
| 8.  | 14. September 2014 | Istanbul   | Hartplatz     | Tatsuma Itō      | 6:0, 2:0 aufgg. |
| 9.  | 9. November 2014   | Knoxville  | Hartplatz (i) | Sam Groth        | 3:6, 7:66, 6:4  |
| 10. | 15. November 2014  | Champaign  | Hartplatz (i) | Frederik Nielsen | 6:2, 6:2        |
| 11. | 9. Januar 2016     | Nouméa (2) | Hartplatz     | Alejandro Falla  | 5:7, 6:2, 6:2   |
| 12. | 7. Januar 2017     | Nouméa (3) | Hartplatz     | Nikola Milojević | 6:3, 7:5        |
| 13. | 5. Februar 2017    | Quimper    | Hartplatz (i) | Peter Gojowczyk  | 6:4, 6:4        |
| 14. | 8. März 2020       | Monterrey  | Hartplatz     | Aleksandar Vukic | 6:1, 6:3        |

#### Finalteilnahmen
| Nr. | Datum              | Turnier     | Belag         | Finalgegner         | Ergebnis      |
| --- | ------------------ | ----------- | ------------- | ------------------- | ------------- |
| 1.  | 17. Januar 2015    | Auckland    | Hartplatz     | Jiří Veselý         | 3:6, 2:6      |
| 2.  | 26. Juli 2015      | Bogotá      | Hartplatz     | Bernard Tomic       | 1:6, 6:3, 2:6 |
| 3.  | 1. Juli 2017       | Antalya (1) | Rasen         | Yūichi Sugita       | 1:6, 6:74     |
| 4.  | 8. Oktober 2017    | Tokio       | Hartplatz     | David Goffin        | 3:6, 5:7      |
| 5.  | 30. Juni 2018      | Antalya (2) | Rasen         | Damir Džumhur       | 1:6, 6:1, 1:6 |
| 6.  | 21. Oktober 2018   | Moskau (1)  | Hartplatz (i) | Karen Chatschanow   | 2:6, 2:6      |
| 7.  | 29. September 2019 | Zhuhai      | Hartplatz     | Alex de Minaur      | 6:74, 4:6     |
| 8.  | 20. Oktober 2019   | Moskau (2)  | Hartplatz (i) | Andrei Rubljow      | 4:6, 0:6      |
| 9.  | 1. November 2020   | Nur-Sultan  | Hartplatz (i) | John Millman        | 5:7, 1:6      |
| 10. | 1. Juli 2023       | Mallorca    | Rasen         | Christopher Eubanks | 1:6, 4:6      |

### Doppel

#### Finalteilnahmen
| Nr. | Datum           | Turnier | Belag         | Partner        | Finalgegner              | Ergebnis |
| --- | --------------- | ------- | ------------- | -------------- | ------------------------ | -------- |
| 1.  | 9. Oktober 2022 | Astana  | Hartplatz (i) | Fabrice Martin | Nikola Mektić Mate Pavić | 4:6, 2:6 |

## Abschneiden bei Grand-Slam-Turnieren

### Einzel
| Turnier         | 2008 | 2009 | 2010 | 2011 | 2012 | 2013 | 2014 | 2015 | 2016 | 2017 | 2018 | 2019 | 2020 | 2021 | 2022 | 2023 | 2024 | 2025 | Karriere |
| --------------- | ---- | ---- | ---- | ---- | ---- | ---- | ---- | ---- | ---- | ---- | ---- | ---- | ---- | ---- | ---- | ---- | ---- | ---- | -------- |
| Australian Open | —    | 1    | —    | 2    | 1    | 1    | 2    | 2    | 1    | 1    | 3    | 1    | 1    | 3    | AF   | 2    | AF   | 1    | AF       |
| French Open     | 1    | 1    | Q3   | 1    | 1    | 1    | 2    | 1    | 2    | 1    | 1    | 2    | 1    | 1    | 1    | 1    | 1    | Q1   | 2        |
| Wimbledon       | Q1   | 1    | Q3   | 2    | Q1   | AF   | 2    | 2    | 2    | AF   | AF   | 1    |      | 1    | 2    | 2    | 1    | 3    | AF       |
| US Open         | Q2   | Q2   | 2    | 1    | Q3   | 3    | 3    | 2    | 1    | 3    | 1    | 1    | 3    | 2    | 1    | 3    | 2    |      | 3        |

Zeichenerklärung: S = Turniersieg; F, HF, VF, AF = Einzug ins Finale / Halbfinale / Viertelfinale / Achtelfinale; 1, 2, 3 = Ausscheiden in der 1. / 2. / 3. Hauptrunde; Q1, Q2, Q3 = Ausscheiden in der 1. / 2. / 3. Qualifikationsrunde; nicht ausgetragen

### Doppel
| Turnier         | 2008 | 2009 | 2010 | 2011 | 2012 | 2013 | 2014 | 2015 | 2016 | 2017 | 2018 | 2019 | 2020 | 2021 | 2022 | 2023 | 2024 | 2025 | Karriere |
| --------------- | ---- | ---- | ---- | ---- | ---- | ---- | ---- | ---- | ---- | ---- | ---- | ---- | ---- | ---- | ---- | ---- | ---- | ---- | -------- |
| Australian Open | —    | —    | —    | —    | —    | —    | 1    | 1    | HF   | 1    | —    | 2    | 2    | 1    | 1    | 1    | 2    | —    | HF       |
| French Open     | 1    | —    | —    | 1    | 1    | 1    | 1    | —    | 1    | 2    | —    | 1    | 2    | 1    | 2    | —    | 1    | 1    | 2        |
| Wimbledon       | —    | —    | —    | —    | —    | —    | —    | 1    | 1    | 1    | 1    | —    |      | —    | 1    | 2    | —    | —    | 2        |
| US Open         | —    | —    | —    | —    | —    | —    | —    | 2    | 1    | 2    | —    | 1    | —    | 1    | AF   | 2    | 1    |      | AF       |